# Wo der Pfeffer wächst (Album)
Wo der Pfeffer wächst ist das achte Album der deutschsprachigen A-cappella-Gruppe Wise Guys. Nach dem Erscheinen im November 2004 stieg es nicht so hoch in die Charts ein wie sein Vorgänger Klartext. Es entstand wie die vorigen Alben in Zusammenarbeit mit Produzent Uwe Baltrusch und Pavement Sound Studio. Im Januar 2011, also gut sechs Jahre nach Erscheinen der CD, erhielten die Wise Guys für 100.000 verkaufte Tonträger die Goldene Schallplatte.

## Hintergrund
Zwischen Sommer 2003 und Frühjahr 2004 entstand ein Album, das wie die anderen ganz ohne Instrumente auskommt und musikalisch dem Stil der fünf Kölner treu bleibt. Es beinhaltet allerdings auch einzelne musikalische Experimente, wie zum Beispiel „Früher“, der eigentlich ein Rap ist. Inhaltlich bezeichnet die Gruppe selbst das Album als „ein Schritt zu einer größeren Ernsthaftigkeit“.
Die Titel entstammen, bis auf den Hidden Track, allesamt der Feder von Daniel Dickopf und Edzard Hüneke. Dieses Album enthält, verglichen mit Vorgängern, eine Auswahl der besten Songs dieser Zeit. Sie hätten nämlich aus dem Vollen schöpfen können, da sie nicht unter dem sonst oft üblichen Mangel an Songs gelitten hätten, so die Band.
Die Scheibe enthält eine Coverversion des Titels „Chocolate Chip Cookies“, der bereits bei Klartext zu hören war, jedoch auf Englisch. Ebenfalls zu finden sind ein Musikvideo zum Titel Früher, ein Live-Mitschnitt von Ohrwurm aus der Münchener Philharmonie und einen Hidden Track, der von Bodo Wartke stammt.

## Titelliste
1. Wo der Pfeffer wächst – 2:53
 (Musik: Daniel Dickopf / Text: Daniel Dickopf)
2. Einer von den Wise Guys – 2:41
 (Dickopf)
3. Früher – 2:51
 (Dickopf)
4. Du gehst mir nicht mehr aus dem Kopf – 2:07
 (Dickopf)
5. Nur für dich – 3:28
 (Dickopf)
6. Du kannst nicht alles haben – 3:03
 (Dickopf)
7. Erzähl mir die Geschichte – 3:21
 (Dickopf)
8. Hallo Berlin – 2:25
 (Dickopf)
9. Jetzt ist es zu spät – 2:47
 (Dickopf)
10. Juli – 2:16
 (Dickopf)
11. Du bist dran – 3:13
 (Dickopf)
12. Achtung! Ich will Tanzen – 2:55
 (Edzard Hüneke / Dickopf)
13. Weil ich ein Kölner bin – 3:32
 (Dickopf)
14. Du bist die Musik – 3:01
 (Dickopf)
15. Irgendwas an ihr – 4:04
 (Dickopf)
16. Alter Schwede – 3:01
 (Dickopf)
17. Dieses Lied – 2:53
 (Dickopf)
18. Chocolate Chip Cookies (in English) – 3:34
 (Hüneke, Dickopf / Janna Land-Hüneke)
19. Ohrwurm – 2:59
 (Dickopf)
20. Ohrwurm (Reprise live) – 2:10
 (Dickopf)
21. Hidden Track: Monica
 (Bodo Wartke)